# Pique verde boricua
Il Pique verde boricua è una salsa verde piccante tipica di Porto Rico.

## Ingredienti
Questa salsa è tradizionalmente preparata a partire da peperoncino verde Caballero, peperoncino verde Cubanelle, coriandolo, culantro, cipolla, aglio, olio d'oliva e succo di lime.

## Preparazioni
Tipico è l'accostamento con carni, pesce fritto, ortaggi a radice, riso, fagioli e con i piatti tipici dei caraibi come il Patacón e Mofongo.